# Мержаниан, Артемий Арутюнович
Артемий Артемьевич (Арутюнович) Мержаниан (16 [29] апреля 1915, Одесса, Херсонская губерния — 1996) — учёный-энолог, лауреат Ленинской премии (1961).
Родился 29 апреля 1915 года в Одессе в семье Артемия Сергеевича Мержаниана, ботаника-виноградаря. С 1922 г. жил с родителями в Ростове-на-Дону, с 1926 года в Анапе.
В 1939 году с отличием окончил Краснодарский институт виноделия и виноградарства и был оставлен на кафедре технологии виноделия в качестве аспиранта и затем ассистента, в 1941 г. защитил кандидатскую диссертацию.
С 1943 года преподаватель, с 1945 года доцент кафедры технологии виноделия Краснодарского института пищевой промышленности.
Проводил исследования по совершенствованию технологии игристых вин и методов контроля их качества.
Полученные им экспериментальные данные и разработанные теоретические положения были использованы при создании и разработке нового биохимического и физико-химического метода производства высококачественного шампанского в непрерывном потоке с автоматизацией технологического процесса. Впервые этот способ испытан в 1950 году на Горьковском заводе.
В 1961 году вместе с Г. Г. Агабальянцем и С. А. Брусиловским удостоен Ленинской премии за участие в разработке и внедрении в промышленность метода непрерывной шампанизации.
С 1962 года профессор кафедры, с 1975 — заведующий кафедрой технологии виноделия Краснодарского политехнического института, с 1982 г. профессор-консультант той же кафедры.
Доктор технических наук (1962, вместо диссертации — доклад «Физико-химические основы технологии игристых вин»), профессор (1963).
Заслуженный деятель науки и техники РСФСР (1980). Награждён орденом Трудового Красного Знамени, медалями «За доблестный труд в Великой Отечественной войне 1941—1945 годов», «За оборону Кавказа», «За доблестный труд», «Ветеран труда», Золотой медалью ВДНХ, нагрудным знаком «Изобретатель СССР».
Умер в 1996 году.

## Избранные сочинения
- Физические процессы виноделия [Текст] / И.М. Аношин, А.А. Мержаниан. - Москва : Пищевая пром-сть, 1976. - 375 с. : ил.; 20 см.
- Технология вина : [Учеб. для втузов по спец. "Технология виноделия"] / З. Н. Кишковский, А. А. Мержаниан. - Москва : Лег. и пищ. пром-сть, 1984. - 504 с. : ил.; 22 см.
- Физико-химия игристых вин [Текст]. - Москва : Пищ. пром-сть, 1979. - 271 с. : ил.; 21 см.
- Производство советского шампанского непрерывным способом [Текст] / [С. А. Брусиловский, А. И. Мельников, А. А. Мержаниан, Н. Г. Саришвили]. - Москва : Пищевая пром-сть, 1977. - 232 с. : ил.; 22 см.